# الفرسان الكبار
الفرسان الكبار (بالإنجليزية: The Big Knights)‏ مسلسل تلفزيوني بريطاني للرسوم المتحركة من إنتاج وإخراج أستلي بيكر ديفيز، بُثَّ لأول مرة على بي بي سي تو خلال موسم عيد الميلاد 1999-2000، كان أول مسلسل تلفزيوني يُحَرَكُ رقميًا باستخدام تقنية (CelAction 2D)، بينما كان الإصدار الأول من البرنامج لا يزال قيد التطوير.

## وصلات خارجية
الفرسان الكبار على موقع IMDb (الإنجليزية)
- الفرسان الكبار على موقع قاعدة بيانات الفيلم (الإنجليزية)
- الفرسان الكبار على موقع ليتربوكسد (الإنجليزية)
- الفرسان الكبار على موقع قاعدة بيانات الفيلم (الإنجليزية)